# Alejandro de la Concepción
Alejandro de la Concepción, de nombre secular Alejandro Galdiano Romero (Madrid, 26 de marzo de 1672 - 13 de enero de 1739) fue un religioso trinitario descalzo español y 48.º ministro general de dicha orden religiosa.

## Biografía
Alejandro Galdiano Romero nació en Madrid, el 26 de marzo de 1672. Sus padres fueron Leonardo Galdiano y Mariana Romero. Ingresó a la Orden de los Trinitarios Descalzos a los catorce años, en el convento de Madrid. Allí profesó el 19 de abril de 1688, cambiando su nombre por el de Alejandro de la Concepción. Cursó artes y teología en la Universidad de Alcalá de Henares. Fue lector de filosofía en dicha universidad y de teología de los estudiantes trinitarios.
Al terminar sus estudios, Alejandro de la Concepción ejerció diversos ministerios religiosos en la Orden trinitaria: fue dos veces rector, vicario provincial de la provincia del Espíritu Santo, tres veces definidor general y finalmente ministro general de la rama descalza por cuatro veces sucesivas (1716-1739). Durante su gobierno gestionó el traslado de los restos de san Juan de Mata, fundador de los trinitarios, que se encontraban en la nunciatura de Madrid, para colocarlos en el altar mayor del convento de los descalzos de Madrid, pese a la oposición que tuvo de parte de los trinitarios calzados. Murió en dicho convento el 13 de enero de 1739.

## Obras
Alejandro de la Concepción escribió las siguientes obras:
- Complutensium Excalceatorum Santissimae Trinitatis Redemptionis Captivorum Logica Parva, Praevia & Nova, vol. I-II, Alcalá-Viena 1710-1721.
- Philosophia vetera et nova..., Viena 1721.
- Memorial informe Histórico-Jurídico, por las dos Familias Calzada y Descalza de la Santísima Trinidad, Redención de Cautivos, con la Órden de nuestra Señora de la Merced, sobre que la Real Cámara declare no ser su Magestad Patrón, sino solo Protector de la dicha Religión de la Merced, como lo es de todas las demás, Madrid 1728.